# Phare de Green Bay
Le phare de Green Bay (en anglais : Green Bay Harbor Entrance Light), est un phare du lac Michigan situé dans l'entrée du port de Green Bay dans le comté de Brown, Wisconsin.

## Historique
Le chenal de navigation approchant de la rivière Fox à Green Bay a été modifié à plusieurs reprises afin d'accueillir des navires à tirant d'eau croissant. Le Corps du génie de l'armée des États-Unis a également modifié le canal au milieu des années 1920. La bouée d'entrée du port de Green Bay a été établie en 1927 pour marquer ce point jusqu'à ce que l'United States Lighthouse Service puisse obtenir des fonds pour une solution plus permanente. La bouée alimentée à l'acétylène émettait un flash d'une durée de 0,3 seconde toutes les 3 secondes et avait une cloche de brouillard activée par les vagues.
Ce phare est l'un des rares sur les Grands Lacs encore alimenté par un câble sous-marin. Il fut constamment occupé par le personnel de la Garde côtière, après que la Garde côtière a pris en charge les phares aux États-Unis en 1939, qui  effectuaient des rotations de deux semaines. Ces hommes vivaient dans la partie circulaire du phare. Le logement englobait non seulement la superstructure, mais également une partie de la fondation.
La lumière a été automatisée en 1979. Aujourd'hui, le feu à occultations affiche une lumière rouge sur une période de quatre secondes, ayant une portée de 12 milles marins. Au cours de la saison de navigation qui s'étend du 1er avril au 1er novembre, le signal de brume émet un son de deux secondes toutes les quinze secondes.

## Description
Le phare est une tour cylindrique en acier de 18 m de haut, avec une galerie et une lanterne circulaire, montée sur un caisson en béton. Le phare est peint en blanc et la lanterne est rouge.
Son feu à occultations émet, à une hauteur focale de 22 m, une lumière rouge de 3 secondes par période de 4 secondes. Sa portée est de 12 milles nautiques (environ 22 km). Il est équipé d'une corne de brume émettant un  souffle de 3 secondes toutes les 15 secondes, en continu du premier mai au 20 octobre.

## Caractéristiques dufeu maritime
Fréquence : 4 secondes (R)
- Lumière : 3 secondes
- Obscurité : 1 seconde

Identifiant : ARLHS : USA-352; USCG :  7-22130 .

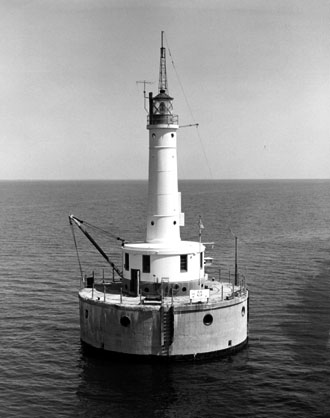
Le phare (photo USCG).

### Lien connexe
- Liste des phares du Wisconsin